# Kilkî, Ciudniv
Kilkî (în ucraineană Кілки) este localitatea de reședință a comunei Kilkî din raionul Ciudniv, regiunea Jîtomîr, Ucraina.

## Demografie
Componența lingvistică a localității Kilkî
     Ucraineană (97,74%)
     Rusă (1,67%)
     Alte limbi (0,59%)
Conform recensământului din 2001, majoritatea populației localității Kilkî era vorbitoare de ucraineană (97,74%), existând în minoritate și vorbitori de rusă (1,67%).